# Radosław Rydlewski
Radosław Rydlewski (ur. 1 lipca 1971 w Poznaniu) – śpiewak operowy, solista-tenor.
Jest absolwentem wydziału wokalno-aktorskiego Akademii Muzycznej w Poznaniu i Staatliche Hochschule für Musik und darstellende Kunst Heidelberg-Mannheim. Kształcił się w klasie prof. A. Kaweckiej, prof. W. Maciejowskiego, prof. K. Dau i prof. A. Ramireza.
Jako solista związany jest ze sceną Teatru Wielkiego w Poznaniu, na której debiutował w 1996. W latach 2000–2007 związany był teatrem w Hof i  teatrem w Lipsku. Występuje także na innych scenach operowych: Szczecin, Luxemburg, Mannheim, Baden-Baden, Dessau, Berlin, Fulda, Bayreuth, Leipzig, Eisenach, Northausen oraz uczestniczy w działalności koncertowej w kraju i za granicą : Festiwal w Zwingenbergu, koncerty z Südwest Rundfunk, Orchester Baden-Baden, koncerty z Hofer Symphoniker, Festival Heidelberger Frühling i inne. Jest laureatem konkursu w Dusznikach-Zdroju w 1998 roku oraz konkursu ZBF für Nachwuchssänger w Bonn w 2000 roku. Ma w repertuarze kilkadziesiąt tenorowych partii operowych i operetkowych. W swoim repertuarze oratoryjno-kantatowym ma także dzieła L. van Beethovena, A. Dvořaka, G.F. Haendla, W.A. Mozarta, F. Mendelssohna, J.S. Bacha i wiele innych.